# 보스니아 헤르체고비나의 국기

보스니아 헤르체고비나의 국기 비율 5:3

보스니아 헤르체고비나의 국기는 1998년 2월 4일에 제정되었다. 보스니아 헤르체고비나의 고위대표를 역임한 스페인의 외교관인 카를로스 웨스텐도르프가 디자인을 담당했다. 1992년부터 1998년까지는 하얀색 바탕 가운데에 6개의 노란색 백합 문양이 새겨진 방패가 그려진 국기를 사용하였다.
파란색 바탕 가운데에는 노란색 삼각형이 그려져 있으며 노란색 삼각형 빗변에는 7개의 하얀색 별과 위아래로 잘려진 1개의 하얀색 별이 그려져 있다. 파란색, 노란색, 하얀색은 중립과 평화를 의미한다. 특히 파란색과 노란색은 유럽기를 바탕으로 한 색이기도 하다.
삼각형은 보스니아 헤르체고비나 국토의 모양을, 삼각형을 형성하는 세 개의 모서리는 보스니아 헤르체고비나를 구성하는 세 민족인 보스니아인, 세르비아인, 크로아티아인을 의미한다. 파란색과 하얀색 별은 보스니아 헤르체고비나가 유럽의 일원임을 의미하며 노란색은 보스니아 헤르체고비나를 구성하는 세 민족이 서로 협력하면서 아름다운 미래의 희망을 함께 창조한다는 뜻을 의미한다.

## 색상
| 색상 | 파랑               | 노랑                | 하양                  |
| ---- | ------------------ | ------------------- | --------------------- |
| RGB  | 0–35–149 (#002395) | 254–203–0 (#FECB00) | 255–255–255 (#FFFFFF) |

## 이전의 국기

### 오스만 제국시대 이전

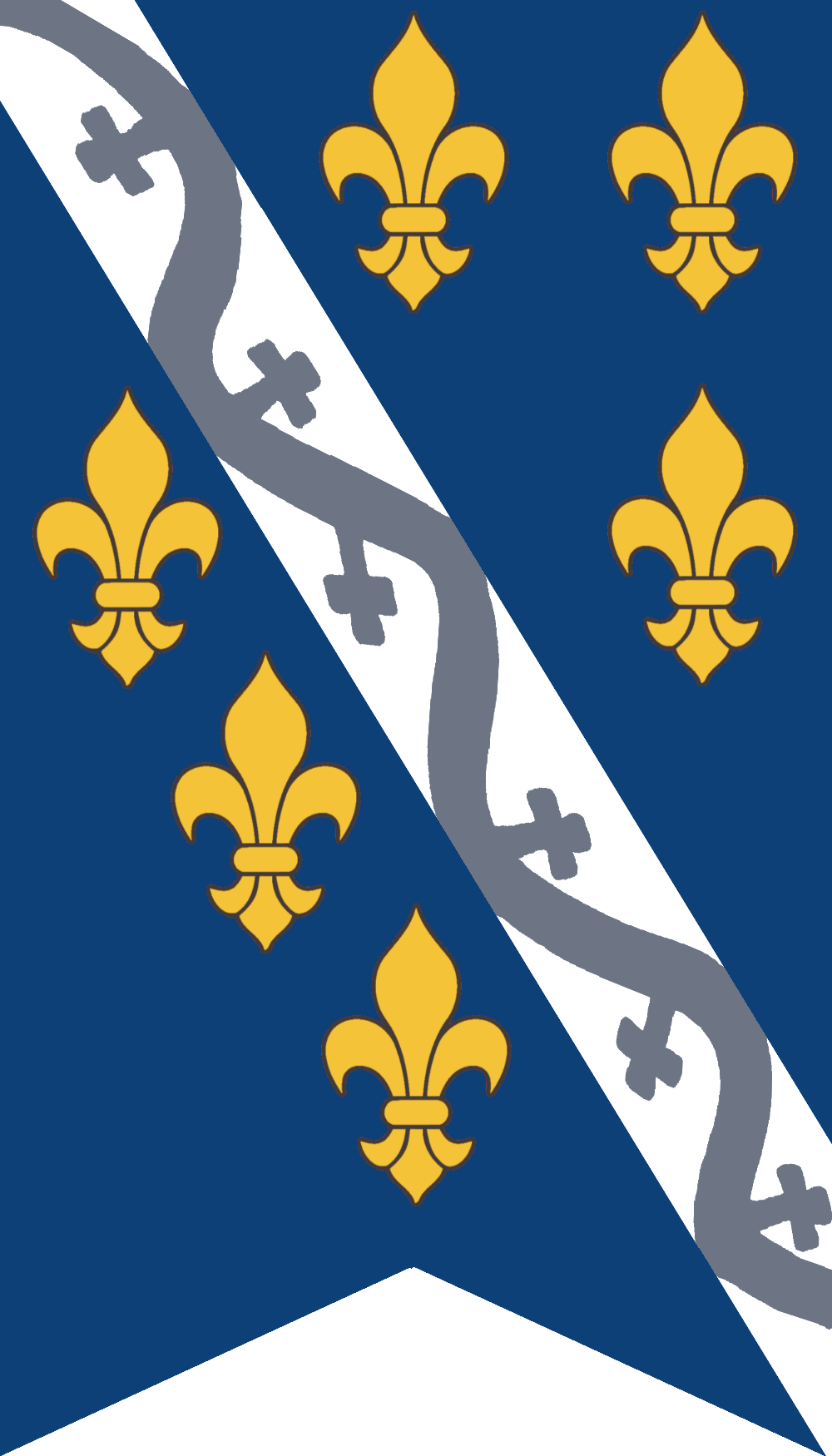
보스니아 왕국의 국기 (1377년 ~ 1463년)

### 오스만 제국시대

서헤르체고비나의 기 (1760년경)
보스니아 주의 기 (1831년 ~ 1832년)
보스니아 주의 기 (1831년 ~ 1832년)
보스니아 주의 기 (1875년 ~ 1877년)

### 오스트리아-헝가리 제국시대

보스니아의 기 (1878년 ~ 1908년)
보스니아의 기 (1908년경)
보스니아의 기 (1918년경)

### 보스니아 헤르체고비나시대

보스니아 헤르체고비나 사회주의 공화국의 국기 (1945년 ~ 1991년)
보스니아 헤르체고비나 공화국의 국기 (1992년 5월 20일 ~ 1998년 2월 3일)
보스니아 헤르체고비나 공화국의 군사기 (1992년 ~ 1995년)

### 제안된 국기 디자인

1번 안
2번 안
3번 안
4번 안
5번 안
6번 안
7번 안
8번 안
9번 안

## 같이 보기
- 보스니아 헤르체고비나 연방의 기
- 스릅스카 공화국의 기